# Giorgio Armani Nguichie Kamseu Kamogne
Giorgio Armani Nguichie Kamseu Kamogne (Douala, 27 luglio 2007) è un nuotatore camerunese.

## Carriera
Nell'ottobre 2021, partecipa quattordicenne ai Campionati africani juniores di nuoto e acque libere.
Nel 2023 prende parte ai Campionati mondiali di nuoto a Fukuoka, gareggiando nei 50 m rana e farfalla, dove giunge negli ultimi posti.
Partecipa ai Campionati mondiali di nuoto 2024 a Doha, dove giunge 44º nei 50 m dorso e 101° nei 100 m stile libero.
Ai Giochi olimpici di Parigi 2024 viene eliminato al primo turno dei 100 m stile libero, dopo aver fatto registrare il penultimo tempo. Nonostante la prestazione deludente, ha promesso di vincere una medaglia d'oro alle prossime Olimpiadi, se il governo del proprio paese gli concederà una borsa di studio per potersi allenare in Europa.